# Espárrago verde de Lauris
El espárrago verde de Lauris (en francés: Asperge verte de Lauris) es una variedad de espárrago, conocido como temprano, cuya producción se concentra al sur del macizo de Luberon, entre Lauris y Cavaillon, en la Provenza francesa.

## Historia
Fue en los años 1850 cuando Alexandre-Étienne Grangier, proveniente de Robion, se casó con Marie Gavaudan, una joven de Lauris. Aunque fue un matrimonio común, estas nupcias permitieron la instalación en Lauris de un especialista en espárragos que previamente trabajaba en los alrededores de Cavaillon. Este cultivo tuvo éxito tanto en cantidad como en calidad. 

Animado por el éxito, amplió sus cultivos y trajo brotes nunca antes vistos. La razón de este éxito fue que los terrenos aluviales a orillas del Durance eran ideales para el cultivo de espárragos.

.
|  |  |

La diferencia entre el espárrago verde y el blanco radica en el forzamiento y la privación de luz. Esta técnica se dominaba en Francia desde 1830 y se popularizó en el valle del Durance en los años 1880. Durante la Belle Époque, esta producción, que llegaba rápidamente por ferrocarril a los mercados de París, conquistó a los chefs de los mejores restaurantes.
En 1910, introdujo un sistema de cultivo en invernaderos de vidrio calentados con calderas de carbón, cuyas tuberías calentaban los espárragos bajo tierra. Esto permitía cosechas para Navidad tras una primera calefacción, y otra a principios de febrero. Vagones llenos salían diariamente de la estación de Lauris hacia otros mercados. Sin embargo, el alto costo del carbón y de la mano de obra obligaron a abandonar este método durante la Primera Guerra Mundial. Alexandre Grangier falleció en Lauris el 27 de octubre de 1917.
Después de 1918, la producción de espárragos en Lauris declinó debido al agotamiento del suelo y la aparición de plagas. Los envíos a París desde la estación de Cavaillon pasaron de varios vagones diarios a unos pocos cientos de kilos antes de la Segunda Guerra Mundial. Sin embargo, aún fueron servidos en un banquete ofrecido por Albert Lebrun, presidente de Francia, al rey Jorge VI de Inglaterra en París antes de la guerra de 1939. Tras la guerra, se retomó la exportación hacia Londres por tren y, para acelerar el proceso, se utilizó el aeropuerto de Marignane para enviarlos por avión. La plasticultura, que utiliza cubiertas plásticas negras, sustituyó los costosos invernaderos en los años 1950, permitiendo recuperar mercados para el espárrago verde de Lauris.

## Producción
En la actualidad, a pesar de la competencia de Gard y Hérault, se producen 6000 toneladas en la ribera derecha del Durance, posicionando a la región Provenza-Alpes-Costa Azul como la tercera en Francia con un 12 % del total.

## Consumo

Platos a base de espárragos de Lauris
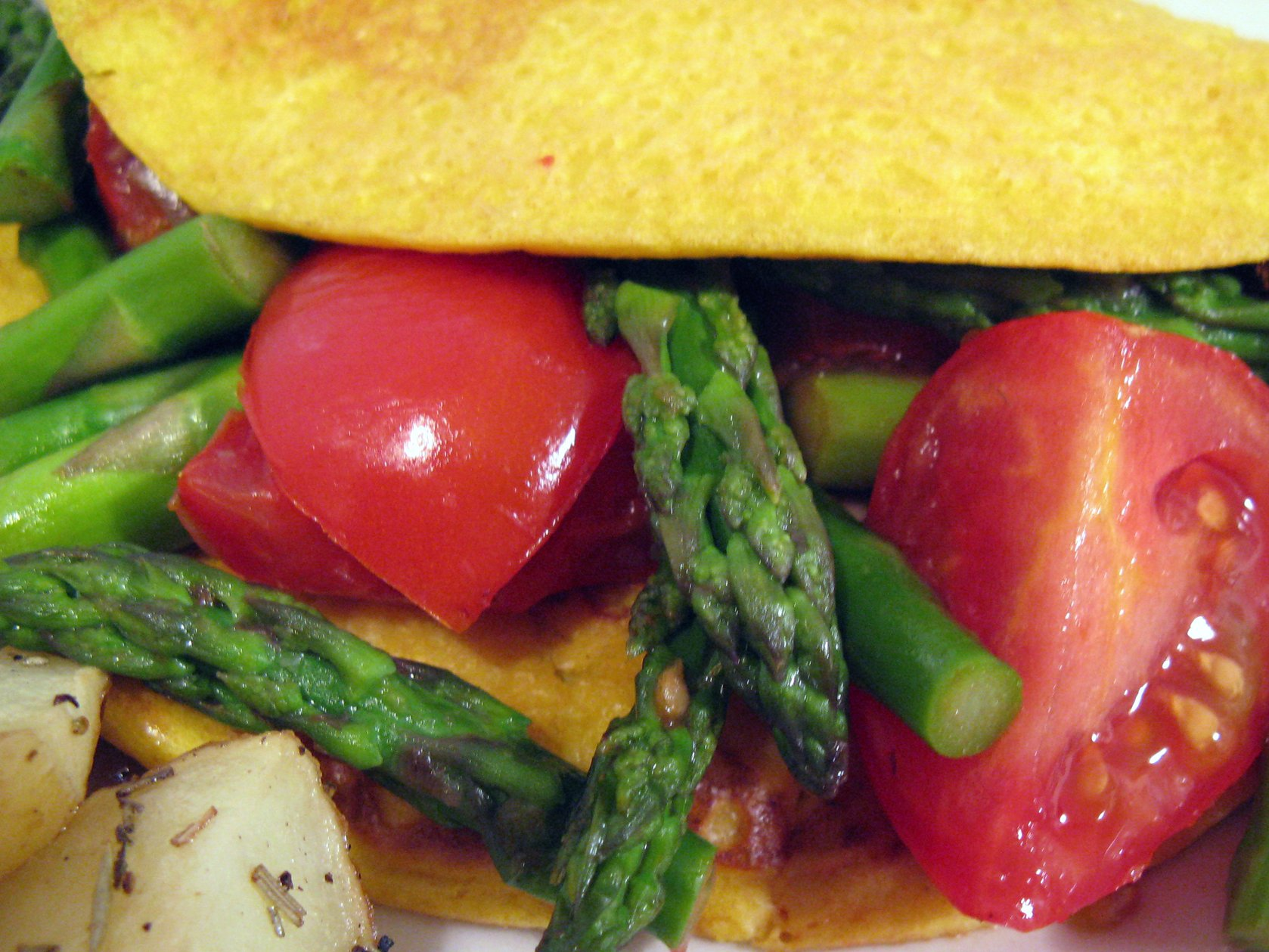
Tortilla provenzal con espárragos verdes
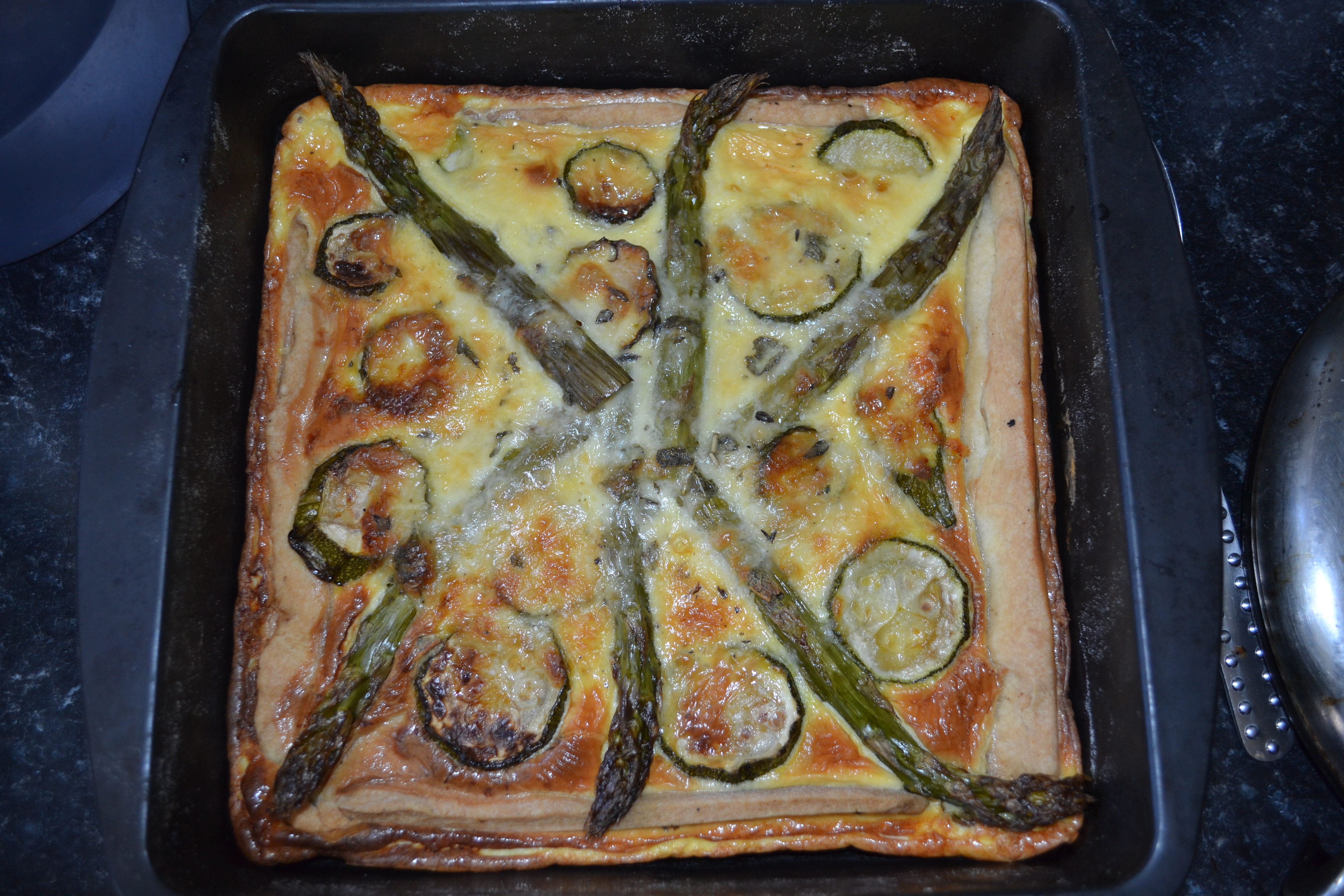
Tian de calabacines y espárragos
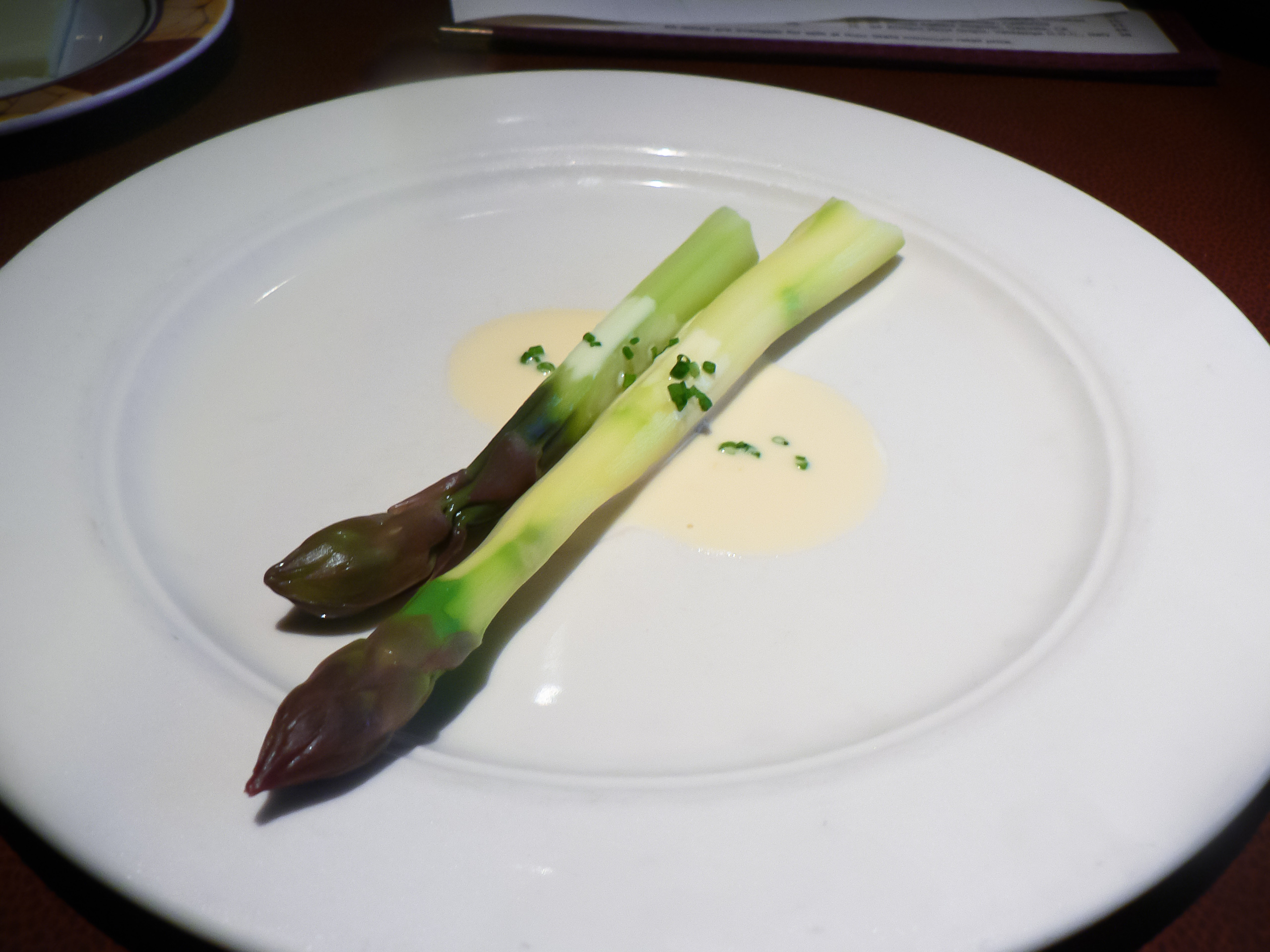
Espárragos con salsa de mantequilla blanca

Este primer vegetal de primavera se disfruta con anchoïade, vinagreta o salsa de mantequilla blanca en los restaurantes. También se utiliza en tartas, el tian provenzal y patés de vegetales. Las puntas de espárragos se sirven en tortilla.
Guy Savoy sugiere acompañar este plato con una salsa Lauris, hecha con mayonesa, crema espesa, pimentón, vinagre de Jerez, sal fina y pimienta.